# Crosscut Peak
Crosscut Peak är en bergstopp i Antarktis. Den ligger i Östantarktis. Nya Zeeland gör anspråk på området. Toppen på Crosscut Peak är 3 000 meter över havet.
Terrängen runt Crosscut Peak är huvudsakligen lite bergig. Trakten är obefolkad. Det finns inga samhällen i närheten. 